# John Howard (actor australiano)
John Howard (22 de octubre de 1952) es un actor australiano, conocido por haber interpretado a John Taylor en Always Greener y a Frank Campion en la serie All Saints.

## Biografía
Tiene una hermana llamada Jan Howard. 
En 1976 se unió a la prestigiosa escuela australiana National Institute of Dramatic Art "NIDA" de donde se graduó en 1978.
De un primer matrimonio John tuvo a su hijo Max Howard. Más tarde, se casó con la actriz Kim Lewis y la pareja tuvo una hija, Morgan Howard, en 1996.

## Carrera
En 1999 apareció como invitado en dos episodios de la serie policíaca Water Rats donde interpretó al detective sargento Sven Larsen.
En el 2001 se unió al elenco principal de la serie Always Greener donde interpretó a John Taylor hasta el final de la serie en el 2003.
En el 2004 se unió al elenco principal de la exitosa serie médica australiana All Saints donde interpretó al doctor Frank Campion, hasta el final de la serie en el 2009. Anteriormente había aparecido por primera vez en la serie en el 2001 donde interpretó a Jonathan Healy durante tres episodios.
En el 2010 se unió como personaje recurrente al elenco de la popular serie Packed to the Rafters donde interpreta a Tom Jennings, el padre de Dave Rafter (Erik Thomson).
En el 2011 apareció en la miniserie City Homicide: No Greater Honour junto a Marcus Graham, Claire van der Boom y Graeme Blundell.
En el 2013 apareció en el programa Who Do You Think You Are?.
En febrero del 2014 se unirá al elenco principal de la primera temporada de la serie Janet King donde dará vida a Steven Blakely, un oficial de la policía.
En el 2016 se anunció que John se había unido al elenco de la miniserie House of Bond.
En 2017 se unió al elenco de la nueva serie The Warriors donde dará vida a Bill Shepherd, el presidente del club "Warriors" y padre del jugador "Doc" (Reece Milne).

## Filmografía

### Series de televisión
| Año             | Título                                          | Personaje             | Notas                                |
| --------------- | ----------------------------------------------- | --------------------- | ------------------------------------ |
| 2017 - presente | House of Bond                                   | -                     | -                                    |
| 2017 - presente | The Warriors                                    | Bill Shepherd         | 8 episodios                          |
| 2016            | Soul Mates                                      | Sarge                 | 4 episodios                          |
| 2014            | Janet King                                      | Steven Blakely        | 2 episodios                          |
| 2010 - 2012     | Packed to the Rafters                           | Tom Jennings          | 17 episodios                         |
| 2011            | City Homicide                                   | Alan Sullivan         | 5 episodios                          |
| 2004 - 2009     | All Saints                                      | Frank Campion         | 231 episodios                        |
| 2003            | CNNNN: Chaser Non-Stop News Network             | Activista John Howard | episodio # 2.8                       |
| 2001 - 2003     | Always Greener                                  | John Taylor           | 50 episodios                         |
| 2001            | Changi                                          | Ken                   | episodio "Gordon's Will" - miniserie |
| 2001            | Stingers                                        | Robert "Chicken" Lake | episodio "Family Values"             |
| 1988 - 2000     | SeaChange                                       | Robert "Bob" Jelly    | 39 episodios                         |
| 2000            | The Games                                       | John Howard           | episodio "Land Claim"                |
| 1999            | Water Rats                                      | Sven Larsen           | 2 episodios                          |
| 1998            | Pacific Blue                                    | Dwayne Farrell        | episodio "Cruz Control"              |
| 1998            | State Coroner                                   | Sargento Steve Coombs | episodio "On Thin Ice"               |
| 1998            | Children's Hospital                             | Len Larkin            | episodio "Home Truths"               |
| 1997 - 1998     | Wildside                                        | Det. Frank Reilly     | 4 episodios                          |
| 1995            | G.P.                                            | John Schuller         | episodio "Still Life"                |
| 1995            | Blue Heelers                                    | Michael Fielding      | episodio "Out of Harm's Way"         |
| 1993            | The Girl from Tomorrow Part Two: Tomorrow's End | Silverthorn           | 12 episodios - miniserie             |
| 1992            | The Girl from Tomorrow                          | Silverthorn           | 11 episodios - miniserie             |
| 1989            | A Country Practice                              | Sandy McIntosh        | 2 episodios                          |
| 1988            | Richmond Hill                                   | Bob Russell           | -                                    |
| 1986            | Studio 86                                       | -                     | episodio "Restoration Place"         |
| 1983            | Silent Reach                                    | Peter Mountford       | miniserie                            |
| 1981            | Bellamy                                         | Sacerdote             | episodio "Fizz"                      |
| 1981            | A Twon Like Alice                               | Donald Paget          | miniserie                            |
| 1980            | Young Ramsay                                    | Bob Scott             | 2 episodios                          |
| 1980            | Water Under the Bridge                          | Archie                | 6 episodios                          |

### Películas
| Año  | Título                            | Personaje                         | Notas                                                                                           |
| ---- | --------------------------------- | --------------------------------- | ----------------------------------------------------------------------------------------------- |
| 2024 | Furiosa: A Mad Max Saga           | The People Eater                  | junto a Chris Hemsworth y Anya Taylor-Joy                                                       |
| 2015 | UNindian                          | Mr. Saunders                      | junto a Heather Maltman, Stephen Hunter, Pallavi Shard, Gulshan Grover & Sarah Roberts          |
| 2015 | Last Cab to Darwin                | -                                 | junto a Jacki Weaver, Michael Caton, Emma Hamilton, Mark Coles Smith & David Field              |
| 2015 | Mad Max: Fury Road                | The People Eater                  | junto a Tom Hardy, Charlize Theron, Nicholas Hoult, Hugh Keays-Byrne & Josh Helman              |
| 2014 | 1919                              | Doctor                            | corto - junto a Benedict Hardie & Matilda Ridgway                                               |
| 2014 | Twisted Minds                     | Greg Tilney                       | junto a Kyle Morrison, Jessica Hegarty & Georgia Geyer                                          |
| 2012 | Any Questions for Ben?            | Sacerdote                         | junto a Josh Lawson, Rachael Taylor, Christian Clark, Jodi Gordon & Lachy Hulme                 |
| 2010 | In Silence                        | Fred                              | corto - junto a Ruta Graff                                                                      |
| 2006 | Jindabyne                         | Carl                              | junto a Laura Linney, Gabriel Byrne, Deborra-Lee Furness, Glenda Linscott & Max Cullen          |
| 2004 | Jessica                           | George Thomas                     | junto a Sam Neill, Tony Martin, Oliver Ackland & Wil Traval                                     |
| 2004 | A Man's Gotta Do                  | Eddy                              | junto a Rebecca Frith, Gyton Grantley, Alyssa McClelland & Rohan Nichol                         |
| 2003 | Take Away                         | Burgies CEO                       | junto a Vince Colosimo, Stephen Curry, Rose Byrne & Nathan Phillips                             |
| 2003 | Japanese Story                    | Richards                          | junto a Toni Collette & Justine Clarke                                                          |
| 2002 | The Road from Coorain             | Angus                             | junto a Juliet Stevenson, Richard Roxburgh, Ewen Leslie, Bernard Curry & Felix Williamson       |
| 2002 | Tanya and Floyd                   | Teddy                             | junto a Jack Finsterer, Sarah Chadwick & John Davies                                            |
| 2001 | The Man Who Sued God              | Edward Piggott                    | junto a Billy Connolly, Judy Davis, Colin Friels, Bille Brown, Glenda Linscott & Emily Browning |
| 1999 | In a Savage Land                  | Reverendo Macgregor               | junto a Rufus Sewell, Max Cullen, Maya Stange, Marshall Napier & Susan Lyons                    |
| 1998 | Never Tell Me Never               | Tío Darryl                        | junto a Claudia Karvan, Michael Caton, Robert Mammone, Joel Edgerton & Justine Clarke           |
| 1997 | Blackrock                         | Len Kirby                         | junto a Linda Cropper, Justine Clarke, Jessica Napier, Bojana Novakovic & Essie Davis           |
| 1996 | Dating the Enemy                  | Davis                             | junto a Guy Pearce, Claudia Karvan, Matt Day, Christine Anu & Anja Coleby                       |
| 1996 | Tease                             | Graham                            | corto - junto a Cazerine Barry                                                                  |
| 1995 | Singapore Sling: Road to Mandalay | Conrad                            | junto a Simon Bossell, John Waters, Josephine Byrnes & Barry Langrishe                          |
| 1994 | The Gap                           | Walter                            | cortometraje                                                                                    |
| 1993 | Joh's Jury                        | Hedley                            | junto a John Waters, Penny Cook & Noah Taylor                                                   |
| 1992 | The Girl from Tomorrow            | Silverthorne                      | junto a Katharine Cullen, Melissa Marshall, James Findlay & Andrew Clarke                       |
| 1988 | Young Einstein                    | Preston Preston                   | junto a Yahoo Serious, Odile Le Clezio & Peewee Wilson                                          |
| 1988 | Evil Angels                       | Lyle Morris                       | junto a Meryl Streep, Sam Neill, David Hoflin & Jason Reason                                    |
| 1987 | With Time to Kill                 | Adam Sayer                        | junto a David Brown, James Clayden & Stephen Cummings                                           |
| 1987 | Around the World in Eighty Ways   | Doctor Proctor                    | junto a Philip Quast, Allan Penney, Judith Fisher & Nell Schofield                              |
| 1985 | Heart of the High Country         | Ginger                            | junto a Kenneth Cranham, Valerie Gogan & David Letch                                            |
| 1985 | Niel Lynne                        | Read                              | junto a Sigrid Thornton, Paul Williams, Judy Morris & Alan Cinis                                |
| 1984 | Strikebound                       | Bashed Scab                       | junto a Chris Haywood, Carol Burns & Hugh Keays-Byrne                                           |
| 1984 | Razorback                         | Danny                             | junto a Gregory Harrison, Bill Kerr, Chris Haywood, Judy Morris & John Ewart                    |
| 1983 | Bush Christmas                    | Sly                               | junto a John Ewart, James Wingrove, Peter Sumner & Nicole Kidman                                |
| 1982 | The Highest Honor                 | Capitán Page                      | junto a Michael Aitkens, Craig Ballard, Steve Bisley & Tony Bonner                              |
| 1980 | The Club                          | Geoff Hayward                     | junto a Jack Thompson, Graham Kennedy, Frank Wilson & Harold Hopkins                            |
| 1978 | My Boys Are Good Boys             | Dueño de la Tienda de Comestibles | junto a Ralph Meeker, Ida Lupino, Lloyd Nolan & David Doyle                                     |

### Apariciones
| Año  | Programa                  | Notas                                              |
| ---- | ------------------------- | -------------------------------------------------- |
| 2013 | Who Do You Think You Are? | -                                                  |
| 2008 | The Real Seachange        | presentador - 10 episodios                         |
| 2000 | Australian Story          | presentador invitado - episodio "In Bed with Nene" |

### Director, escritor y cantante
| Año        | Título                                                  | Notas           |
| ---------- | ------------------------------------------------------- | --------------- |
| 2006       | Unholy Site                                             | obra - escritor |
| 1996       | Skin (including Somewhere in the Darkness and Historia) | obra - director |
| 1993, 1995 | Disenchantment                                          | obra - cantante |
| 1994       | The Shearston Shift                                     | obra - director |
| 1993       | Antony and Cleopatra                                    | obra - director |
| 1993       | The Loaded Ute                                          | obra - director |
| 1992       | Sometimes I Wish I Was Jana Wendt                       | obra - director |

### Teatro
| Año        | Obra                                     | Personaje       | Director (a)       | Teatro              | Notas                                                            |
| ---------- | ---------------------------------------- | --------------- | ------------------ | ------------------- | ---------------------------------------------------------------- |
| 2016       | All My Sons                              | Joe Keller      | Kip Williams       | Sydney Theatre      | junto a Josh McConville, Robyn Nevin y Eryn Norvill              |
| 2012       | Every Breath                             | -               | Benedict Andrews   | Belvoir St. Theatre | junto a Eloise Mignon, Angie Milliken & Dylan Young              |
| 2011       | Rising Water                             | -               | Kate Cherry        | Playhouse Theatre   | junto a Louis Corbett, Stuart Halusz & Alison Whyte              |
| 2003       | A Mile in Her Shadow                     | -               | Benjamin Harkin    | -                   | junto a Robin Cuming, Melia Naughton & Katherine Tonkin          |
| 2003       | Purgatory Down Under                     | -               | -                  | Drama Theatre       | junto a Jenny Baird, Tina Bursill & Tony Martin                  |
| 2003       | Claustrophobia                           | -               | James Clayden      | La Mama Theatre     | junto a LeRoy Parsons                                            |
| 2000       | The Recruit                              | Joshua Hall     | -                  | Melbourne Theatre   | junto a Leeanna Walsman, Conrad Coleby & Brendan Cowell          |
| 1991, 1997 | Mongrels                                 | -               | Adam Cook          | Wharf Theatre       | junto a Glenn Hazeldine, Tony Sheldon & Tara Morice              |
| 1997       | No Man's Island                          | -               | Peter Houghton     | La Mama Theatre     | junto a Aidan Fennessy                                           |
| 1996       | The Incorruptible                        | -               | Aubrey Mellor      | Drama Theatre       | junto a Terry Kenwrick, Denis Moore & Michael O'Neill            |
| 1996       | The Life of Galileo                      | -               | Richard Wherrett   | Opera Theatre       | junto a Anthony Phelan, Odile Le Clezio & Brian Vriends          |
| 1995       | Dead White Males                         | Dr. Grant Swain | Wayne Harrison     | Melbourne Theatre   | junto a Roger Oakley, Glenn Hazeldine & Anna Volska              |
| 1994       | The Gift of the Gorgon                   | -               | Richard Wherrett   | Suncorp Theatre     | junto a Russell Dykstra, Graham Harvey & Christopher Morris      |
| 1994       | The Shearston Shift                      | -               | John Howard        | -                   | junto a Bradley Byquar, Sofya Gollan & James Oxenbould           |
| 1993       | Coriolanus                               | -               | Gale Edwards       | Drama Theatre       | junto a Danny Adcock, Anthony Phelan & Philip Quast              |
| 1991-1993  | The Crucicle                             | -               | Richard Wherrett   | Canberra Theatre    | junto a Kim Lewis, Tony Llewellyn-Jones & Catherine McClements   |
| 1992       | Much Ado About Nothing                   | -               | Wayne Harrison     | -                   | junto a Tyler Coppin, Angie Milliken & Garry McDonald            |
| 1991       | The Conquest of the South Pole           | -               | Julian Meyrick     | Q Theatre           | junto a Steve Hardman, Julia Johnson & Bob Pavlich               |
| 1990       | Peer Gynt                                | -               | Jean-Pierre Mignon | Universal Theatre   | junto a Julie Forsyth, Jacek Koman & Robert Menzies              |
| 1990       | Nothing Sacred                           | -               | Roger Hodgman      | Playhouse Theatre   | junto a John Dicks, Jacek Koman, Helen Morse & Doris Younane     |
| 1989, 1990 | Top Silk                                 | -               | Aubrey Mellor      | Suncorp Theatre     | junto a James Benedict, Anthony Phelan & Bernadette Ryan         |
| 1989, 1990 | The Rover                                | -               | Gale Edwards       | York Theatre        | junto a Bob Baines, Merridy Eastman & Nicholas Hope              |
| 1989       | A Doll's House                           | -               | Gale Edwards       | Belvoir St. Theatre | junto a Helen Buday, Jane Menelaus & Robert Menzies              |
| 1989       | The Taming of the Shrew                  | Petruchio       | Aubrey Mellor      | Suncorp Theatre     | junto a Paul Bishop, Peter Lamb & Anthony Phelan                 |
| 1988       | The Seagull                              | -               | Aubrey Mellor      | Playhouse Theatre   | junto a Robert Alexander, Lindy Davis & Steven Vidler            |
| 1988       | Othello                                  | -               | Wayne Harrison     | -                   | junto a Patrick Dickson, Nicholas Eadie & Denise Kirby           |
| 1987       | The Rivers of China                      | -               | Peter Kingston     | Whraft Theatre      | junto a Patrick Dickson, Marcus Graham & Helen Morse             |
| 1987       | God's Best Country                       | -               | Aarne Neeme        | Playhouse Theatre   | junto a Athol Compton, Andy King & Marilynne Paspaley            |
| 1985       | Isle of Swans                            | -               | Lindzee Smith      | Church Theatre      | junto a Patricia Cornelius & Rhonda Wilson                       |
| 1984       | King Lear                                | -               | Aubrey Mellor      | York Theatre        | junto a Judy Davis, Colin Friels, Kris McQuade & Geoff Morrell   |
| 1981       | Mourning Becomes Electra: Part Two       | -               | Michael Blakemore  | Athenaeum Theatre   | junto a Pat Bishop, Stuart Finch, Patrick Frost & Sally McKenzie |
| 1981       | Mourning Becomes Electra: Part One       | -               | Michael Blakemore  | Athenaeum Theatre   | junto a Pat Bishop, Anne Phelan, Patrick Frost & Sally McKenzie  |
| 1979       | On Our Selection                         | -               | George Whaley      | Nimrod Theatre      | junto a Noni Hazlehurst, Barry Otto & Geoffrey Rush              |
| 1978       | The Threepenny Opera                     | -               | George Whaley      | NIDA Theatre        | junto a Penny Cook, Linda Cropper & Glenda Linscott              |
| 1978       | Major Barbara                            | -               | John Clark         | NIDA Theatre        | junto a Penny Cook, Lewis Fitz-Gerald & Glenda Linscott          |
| 1977       | The Ruling Class                         | -               | Richard Wherrett   | NIDA Theatre        | junto a Philip Abdullah, Penny Cook & Peter Cousens              |
| -          | Life and Adventures of Nicholas Nickleby | -               | -                  | -                   | -                                                                |

## Premios y nominaciones
| Año  | Categoría                                                 | Premio             | Serie/Película | Resultado |
| ---- | --------------------------------------------------------- | ------------------ | -------------- | --------- |
| 2008 | Most Notably Actor in a Series                            | Gold Logie Award   | All Saints     | Nominado  |
| 2008 | Most Popular Actor                                        | Silver Logie Award | All Saints     | Nominado  |
| 2007 | Most Notably Actor in a Series                            | Gold Logie Award   | All Saints     | Nominado  |
| 2007 | Most Popular Actor                                        | Silver Logie Award | All Saints     | Nominado  |
| 2006 | Most Outstanding Actor in a Drama Series                  | Silver Logie Award | All Saints     | Nominado  |
| 2006 | Best Actor in a Supporting Role                           | FCCA Award         | Jindabyne      | Nominado  |
| 2003 | Most Outstanding Actor in a Drama Series                  | Logie Award        | Always Greener | Nominado  |
| 2001 | Most Outstanding Actor in a Series                        | Silver Logie Award | SeaChange      | Ganador   |
| 2001 | Best Actor in a Leading Role in a Television Drama Series | AFI Award          | SeaChange      | Nominado  |
| 2000 | Most Outstanding Actor in a Series                        | Silver Logie Award | SeaChange      | Nominado  |
| 1999 | Best Actor in a Leading Role in a Television Drama        | AFI Award          | SeaChange      | Nominado  |